# Israel Premier Tech Roland/Saison 2023
Dieser Artikel beschreibt die Mannschaft und die Siege des Radsportteams Israel Premier Tech Roland in der Saison 2023.

## Mannschaft
| Teamkader 2023                         | Teamkader 2023     | Teamkader 2023         | Teamkader 2023                       |
| Name                                   | Geburtsdatum       | Land                   | Vorheriges Team                      |
| -------------------------------------- | ------------------ | ---------------------- | ------------------------------------ |
| Caroline Baur                          | 17. April 1994     | Schweiz                | Instafund Racing (2021)              |
| Hannah Buch                            | 11. September 2002 | Deutschland            |                                      |
| Sofia Collinelli                       | 24. August 2001    | Italien                | Aromitalia-Basso Bikes-Vaiano (2022) |
| Fien Delbaere                          | 21. April 1996     | Belgien                | Multum Accountants (2022)            |
| Tamara Dronowa                         | 13. August 1993    | Russland               |                                      |
| Nathalie Eklund                        | 28. Mai 1991       | Schweden               | Massi Tactic (2022)                  |
| Mia Griffin                            | 30. Dezember 1998  | Irland                 | IBCT (2022)                          |
| Anna Kiesenhofer (31. Jan.–31. Dez.)   | 14. Februar 1991   | Österreich             | Soltec Team (2022)                   |
| Silvia Magri                           | 17. Oktober 2000   | Italien                | Born To Win-G20-Ambedo (2022)        |
| Elena Pirrone                          | 21. Februar 1999   | Italien                | Valcar-Travel & Service (2022)       |
| Claire Steels                          | 9. November 1986   | Vereinigtes Königreich | Sopela Women's Team (2022)           |
| Nguyễn Thị Thật                        | 6. März 1993       | Vietnam                | Lotto Soudal Ladies (2020)           |
| Lara Vieceli                           | 16. Juli 1993      | Italien                | Ceratizit-WNT Pro Cycling (2022)     |
| Elizabeth Stannard (15. Apr.–31. Dez.) | 27. Mai 1997       | Australien             | Valcar-Travel & Service (2022)       |
| Maggie Coles-Lyster (5. Mai–31. Dez.)  | 12. Februar 1999   | Kanada                 | DNA Pro Cycling (2022)               |
| Elena Hartmann (1. Jun.–31. Dez.)      | 12. Dezember 1990  | Schweiz                |                                      |
| Alice Sharpe (1. Jun.–31. Dez.)        | 3. Mai 1994        | Irland                 | IBCT (2022)                          |
|                                        |                    |                        |                                      |
| Quelle: ProCyclingStats                |                    |                        |                                      |

## Siege
| Siege    | Siege                                                                   | Siege       | Siege  | Siege            | Siege |
| Datum    | Rennen                                                                  | Staat       | Klasse | Siegerin         |       |
| -------- | ----------------------------------------------------------------------- | ----------- | ------ | ---------------- | ----- |
| 29. Apr. | ReVolta                                                                 | Spanien     | 1.1    | Claire Steels    |       |
| 31. Mai  | Vuelta Ciclista Andalucia, 1. Etappe                                    | Spanien     | 2.1    | Tamara Dronowa   |       |
| 1. Jun.  | Vuelta Ciclista Andalucia, 2. Etappe                                    | Spanien     | 2.1    | Tamara Dronowa   |       |
| 15. Jun. | Russische Meisterschaften, Einzelzeitfahren der Frauen                  | Russland    | CN     | Tamara Dronowa   |       |
| 17. Jun. | Russische Meisterschaften, Straßenrennen der Frauen                     | Russland    | CN     | Tamara Dronowa   |       |
| 24. Jun. | Österreichische Straßen-Radmeisterschaften, Einzelzeitfahren der Frauen | Österreich  | CN     | Anna Kiesenhofer |       |
| 2. Jul.  | Tour de Berlin Féminin                                                  | Deutschland | 1.2    | Elena Hartmann   |       |
| 16. Jul. | Women’s Cycling Grand Prix Stuttgart & Region                           | Deutschland | 1.2    | Elena Pirrone    |       |
| 16. Sep. | Chrono Gatineau                                                         | Kanada      | 1.1    | Anna Kiesenhofer |       |
| 1. Okt.  | Schweizer Meisterschaften, Einzelzeitfahren der Frauen                  | Schweiz     | CN     | Elena Hartmann   |       |
| 29. Okt. | Vietnam National Road Cycling Championships - Women RR                  | Vietnam     | CN     | Nguyễn Thị Thật  |       |

## UCI-Weltranglisten-Platzierungen
| UCI-Ranking | UCI-Ranking         | UCI-Ranking            | UCI-Ranking |
| Fahrerin    | Fahrerin            | Land                   | Punkte      |
| ----------- | ------------------- | ---------------------- | ----------- |
| 37.         | Claire Steels       | Vereinigtes Königreich | 967 P.      |
| 43.         | Tamara Dronowa      | Russland               | 821 P.      |
| 71.         | Maggie Coles-Lyster | Kanada                 | 536.5 P.    |
| 80.         | Nguyễn Thị Thật     | Vietnam                | 483 P.      |
| 89.         | Anna Kiesenhofer    | Österreich             | 432 P.      |
| 134.        | Elena Hartmann      | Schweiz                | 288 P.      |
| 145.        | Mia Griffin         | Irland                 | 270 P.      |
| 213.        | Elena Pirrone       | Italien                | 173 P.      |
| 308.        | Elizabeth Stannard  | Australien             | 112 P.      |
| 385.        | Nathalie Eklund     | Schweden               | 80 P.       |
| 543.        | Alice Sharpe        | Irland                 | 45 P.       |
| 615.        | Sofia Collinelli    | Italien                | 35 P.       |
| 725.        | Silvia Magri        | Italien                | 26 P.       |
| 1169.       | Caroline Baur       | Schweiz                | 5 P.        |
| 1224.       | Fien Delbaere       | Belgien                | 3 P.        |